# Anthomyia hamata
Anthomyia hamata este o specie de muște din genul Anthomyia, familia Anthomyiidae. A fost descrisă pentru prima dată de Ackland în anul 1967. Conform Catalogue of Life specia Anthomyia hamata nu are subspecii cunoscute.